# Jarnołtów (województwo opolskie)
Jarnołtów (niem. Dürr-Arnsdorf) – wieś w Polsce położona w województwie opolskim, w powiecie nyskim, w gminie Otmuchów.
W Jarnołtowie znajduje się pięć wyrobisk powstałych w wyniku eksploatacji granitu masywu Žulowej. Jedno z nich znajduje się przy wjeździe do wsi od strony północno-wschodniej, w okolicach boiska sportowego, pozostałe cztery znajdują się w lesie na drugim końcu wsi. Wszystkie wyrobiska wypełnione są wodą. W okolicach wyrobisk poprowadzony jest Główny Szlak Sudecki.
W latach 1947–1975 stacjonowała tu strażnica Wojsk Ochrony Pogranicza, która podlegała 45 Batalionowi WOP w Prudniku.